# Berinda cypria
Espèce
Berinda cypria est une espèce d'araignées aranéomorphes de la famille des Gnaphosidae.

## Distribution
Cette espèce est endémique de Chypre.

## Étymologie
Son nom d'espèce lui a été donné en référence au lieu de sa découverte, Chypre.

## Publication originale
- Panayiotou, Kaltsas, Seyyar & Chatzaki, 2010 : Revision of the genus Berinda (Araneae, Gnaphosidae) in the east Mediterranean with the description of two new species. Zootaxa, no 2362, p. 44-54.